# Клучеру, Соня
Соня Клучеру (рум. Sonia Cluceru; 25 марта 1892, Кучулата, Трансильвания, Королевство Румыния (ныне жудец Брашов, Румыния) — 10 февраля 1955, Бухарест) — румынская актриса
 театра, кино, радио и озвучания. Народная артистка Румынской Народной Республики (1953). Лауреат Государственной премии СРР (1954).

## Биография
В 1913 году окончила Бухарестскую консерваторию. Училась у А. Ромынеску, П. Личиу, К. Ноттара.
Будучи студенткой, выступала на сцене Национального театра в Бухаресте. С 1913 года — актриса этого театра.
Долгое время играла лишь эпизодические роли. После свержения диктатуры Антонеску в 1944 году играла в ролях румынской комедии нравов (в пьесах Иона Луки Караджале, Александру Кирицеску, Тудора Мушатеску), а также в классических комедиях. После победы народно-демократического строя в Румынии талант С. Клучеру раскрылся в полной мере.
Большое комедийное дарование, художественная простота, народный юмор, глубокое знание человеческой психологии превращали каждое её выступление в событие театральной жизни.

## Избранные театральные роли
- Кормилица («Ромео и Джульетта» Шекспира),
- Сваха («Женитьба» Гоголя),
- Няня («Три сестры» А. П. Чехова),
- Василиса («На дне» М. Горького),
- Дарья («Великая сила» Б. Ромашова),
- Ефтимица («Потерянное письмо» Караджале),
- Анета Дудуляну («Кумушки» А. Кирицеску),
- мадам Кирнакица («Титаник-вальс» Т. Мушатеску),
- бабушка Фануца («Великий день» Бануш).

## Избранная фильмография
- Independența României, 1912
- Năbădăile Cleopatrei, 1925

Указом № 43 (1953 года) Президиума Национального собрания Народной Республики Румынии, была удостоена звания народной артистки Румынской Народной Республики.

## Награды
- 1953 — Народный артист СРР
- 1954 — Государственная премия СРР